# Serie A1 1991-1992 (pallavolo femminile)

La Calia Salotti Matera per la prima volta campione d'Italia

La Serie A1 1991-1992 si è svolta dal 12 ottobre 1991 al 16 maggio 1992: al torneo hanno partecipato quattordici squadre di club italiane e la vittoria finale è andata per la prima volta alla Calia Salotti Matera.

## Regolamento
Le quattordici squadre di Serie A1 hanno disputato un girone all'italiana, con gare di andata e ritorno, per un totale di ventisei giornate; al termine della regular season:
- le prime dieci classificate in Serie A1, più le prime due classificate in Serie A2, hanno acceduto ai play-off scudetto, strutturati in ottavi di finale e quarti di finale, giocati al meglio di due vittorie su tre gare, semifinali e finale, giocate al meglio di tre vittorie su cinque gare;[1]
- l'undicesima e dodicesima classificata in Serie A1 hanno partecipato ai play-out salvezza interdivisionali, strutturati in un girone all'italiana con gare di andata e ritorno, insieme alla terza e quarta classificata in Serie A2;[1]
- la tredicesima e quattordicesima classificata in Serie A1 sono retrocesse in Serie A2.[1]

## Avvenimenti

La Imet Perugia vincitrice della regular season e finalista play-off

L'inizio del quarantasettesimo campionato italiano femminile di pallavolo — noto come Trofeo Boario per ragioni di sponsorizzazione — è stato fissato per il 12 ottobre 1991, con la prima giornata del girone di andata poi terminato l'8 gennaio 1992; il girone di ritorno è iniziato l'11 gennaio e si è concluso il 31 marzo 1992 con la Imet Perugia prima classificata della regular season.
Il 7 aprile hanno preso il via i play-off per l'assegnazione dello scudetto, che si sono conclusi il 16 maggio 1992 al PalaEvangelisti di Perugia con l'affermazione in gara 3 della Calia Salotti Matera, seconda nella stagione regolare, sulle succitate padrone di casa finaliste play-off. Sono retrocesse direttamente in Serie A2 la Sipp Cassano d'Adda e la Paracarioca Spezzano Fiorano, insieme alla Teamsystem Fano uscita sconfitta dai play-out interdivisionali da cui invece si è salvata la Menabò Reggio Emilia.

## Torneo

### Regular season

#### Tabellone
|                    | Ancona | Bari | Cassano d'Adda | Fano | Matera | Modena | Perugia | Ravenna | Reggio Calabria | Reggio Emilia | Roma | San Lazzaro | Sesto San Giovanni | Spezzano |
| ------------------ | ------ | ---- | -------------- | ---- | ------ | ------ | ------- | ------- | --------------- | ------------- | ---- | ----------- | ------------------ | -------- |
| Ancona             | XXX    | -    | -              | -    | -      | -      | -       | -       | -               | -             | -    | -           | -                  | -        |
| Bari               | -      | XXX  | -              | -    | -      | -      | -       | -       | -               | 3-0           | -    | -           | -                  | -        |
| Cassano d'Adda     | -      | -    | XXX            | -    | -      | -      | -       | -       | -               | 1-3           | -    | -           | -                  | -        |
| Fano               | -      | -    | -              | XXX  | -      | -      | -       | -       | -               | 3-0           | -    | -           | -                  | -        |
| Matera             | -      | -    | -              | -    | XXX    | -      | -       | -       | -               | 3-0           | -    | -           | -                  | -        |
| Modena             | -      | -    | -              | -    | -      | XXX    | -       | -       | -               | -             | -    | -           | -                  | -        |
| Perugia            | -      | -    | -              | -    | -      | -      | XXX     | -       | -               | -             | -    | -           | -                  | -        |
| Ravenna            | -      | -    | -              | -    | -      | -      | -       | XXX     | -               | 3-0           | -    | -           | -                  | -        |
| Reggio Calabria    | -      | -    | -              | -    | -      | -      | -       | -       | XXX             | 3-1           | -    | -           | -                  | -        |
| Reggio Emilia      | -      | -    | 2-3            | 3-1  | 0-3    | 3-1    | -       | 1-3     | 3-0             | XXX           | 3-2  | 3-0         | 3-2                | 3-1      |
| Roma               | -      | -    | -              | -    | -      | -      | -       | -       | -               | -             | XXX  | -           | -                  | -        |
| San Lazzaro        | -      | -    | -              | -    | -      | -      | -       | -       | -               | 3-2           | -    | XXX         | -                  | -        |
| Sesto San Giovanni | -      | -    | -              | -    | -      | -      | -       | -       | -               | -             | -    | -           | XXX                | -        |
| Spezzano           | -      | -    | -              | -    | -      | -      | -       | -       | -               | 0-3           | -    | -           | -                  | XXX      |

#### Classifica
| Pos. | Squadra                             | Pt | G  | V  | P  | SV | SP |
| ---- | ----------------------------------- | -- | -- | -- | -- | -- | -- |
| 1.   | Imet Perugia                        | 46 | 26 | 23 | 3  |    |    |
| 2.   | Calia Salotti Matera                | 44 | 26 | 22 | 4  |    |    |
| 3.   | Il Messaggero Ravenna               | 40 | 26 | 20 | 6  |    |    |
| 4.   | Canottieri Aniene                   | 36 | 26 | 18 | 8  |    |    |
| 5.   | Orion Sesto San Giovanni            | 30 | 26 | 15 | 11 |    |    |
| 6.   | Edilfornaciai San Lazzaro di Savena | 28 | 26 | 14 | 12 |    |    |
| 7.   | Isola Verde Modena                  | 24 | 26 | 12 | 14 |    |    |
| 8.   | Assovini Bari                       | 22 | 26 | 11 | 15 |    |    |
| 9.   | Nausicaa Reggio Calabria            | 22 | 26 | 11 | 15 |    |    |
| 10.  | Yoghi Ancona                        | 22 | 26 | 11 | 15 |    |    |
| 11.  | Teamsystem Fano                     | 20 | 26 | 10 | 16 |    |    |
| 12.  | Menabò Reggio Emilia                | 16 | 26 | 8  | 18 |    |    |
| 13.  | Paracarioca Spezzano Fiorano        | 10 | 26 | 5  | 21 |    |    |
| 14.  | Sipp Cassano d'Adda                 | 4  | 26 | 2  | 24 |    |    |

| Ammesse ai play-off scudetto | Retrocessa dopo play-out | Retrocesse in Serie A2 |